# Chironomus dolichopelma
Chironomus dolichopelma är en tvåvingeart som först beskrevs av Jean-Jacques Kieffer 1917.  Chironomus dolichopelma ingår i släktet Chironomus och familjen fjädermyggor. Inga underarter finns listade i Catalogue of Life.